# 阿赫雷湖
阿赫雷湖（Loch Achray）是位於蘇格蘭斯特灵的一个小型淡水湖。它位於卡兰德以西11公里。該湖平均深度为11（36英尺） 。湖的南侧為疏林。有人會來到該湖釣褐鱒。